# Jessica Rothe

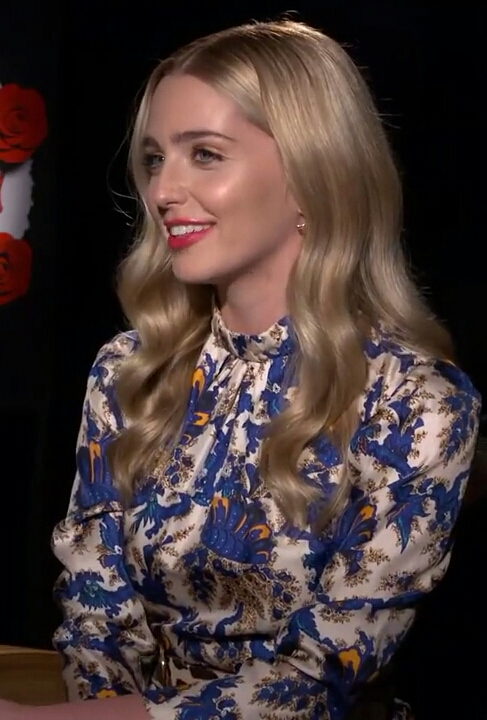
Rothe w 2019 roku

Jessica Rothe, właśc. Jessica Ann Rothenberg (ur. 28 maja 1987 w Denver) – amerykańska aktorka, która wystąpiła m.in. w filmie La La Land i Śmierć nadejdzie dziś.

## Filmografia

### Filmy
| Rok  | Tytuł                      | Rola                   | Uwagi       |
| ---- | -------------------------- | ---------------------- | ----------- |
| 2013 | Promised Land              | Maya                   | krótkometr. |
| 2013 | The Last Keepers           | Jessica                |             |
| 2013 | The Hot Flashes            | Millie Rash            |             |
| 2013 | Bastards of Young          | Samantha, the evil     |             |
| 2013 | Jack, Jules, Esther and Me | Jules                  |             |
| 2014 | Dissocia                   |                        | krótkometr. |
| 2015 | Lily & Kat                 | Lily                   |             |
| 2015 | Parallels                  | Beatrix Carver         |             |
| 2015 | The Preppie Connection     | Laura                  |             |
| 2016 | Trust Fund                 | Reese Donahue          |             |
| 2016 | Wolves                     | Lola                   |             |
| 2016 | The Tribe                  | Jenny                  |             |
| 2016 | Nadeszło lato              | Jules                  |             |
| 2016 | La La Land                 | Alexis                 |             |
| 2016 | Better Off Single          | Mary                   |             |
| 2017 | Tater Tot & Patton         | Andie                  |             |
| 2017 | Śmierć nadejdzie dziś      | Theresa "Tree" Gelbman |             |
| 2017 | Zachowaj spokój            | Julie                  |             |
| 2018 | Forever My Girl            | Josie                  |             |
| 2018 | Skazani na przemoc         | Amber                  |             |
| 2019 | Śmierć nadejdzie dziś 2    | Theresa "Tree" Gelbman |             |
| 2020 | Valley Girl                | Julie Richman          |             |
| 2020 | All My Life                | Jenn Carter            |             |
| 2021 | Straceńcy (Body Brokers)   | May                    |             |
| 2023 | Boy Kills World            | June 27                |             |

### Telewizja
| Rok  | Tytuł              | Rola             | Uwagi             |
| ---- | ------------------ | ---------------- | ----------------- |
| 2011 | Happy Endings      | Nastolatka       | 1 odc.            |
| 2012 | Plotkara           | Dziewczyna       | 1 odc.            |
| 2013 | Zaprzysiężeni      | Sylvie Freeland  | 1 odc.            |
| 2013 | Futurestates       | Maya             | 1 odc.            |
| 2013 | W potrzebie        | Rachel           | 1 odc.            |
| 2013 | Next Time on Lonny | Stephanie        | 6 odc.            |
| 2016 | Chicago PD         | Madison          | 1 odc.            |
| 2016 | Mary + Jane        | Paige            | gł. rola; 10 odc. |
| 2020 | Utopia             | Samantha         | 4 odc.            |
| 2020 | Delilah            | Delilah          | film TV           |
| 2024 | Virgin River       | Samantha         | 3 odc.            |
| 2025 | Puls               | Cass Himmelstein | 8 odc.            |